# Famille de Waepenaert
La famille de Waepenaert est une famille issue de la noblesse du Saint-Empire qui fut incorporée au sein de la noblesse belge. Elle est originaire du Duché de Clèves dont l'ancienneté prouvée remonte à 1309, au  XVIe siècle une branche de la famille s'installa dans le Comté de Flandre.

## Histoire
Des généalogistes et historiens font remonter leur filiation au XIVe siècle dans le Duché de Clèves où elle serait évoquée comme « Noble Maison » en 1309 pour mentionner le décès d’un certain Jean Waepenaert, seigneur de Ghemen, drossard (cf. Bailli noble) de Laeghen sous Thierry VII de Clèves ; il aurait été envoyé par ce dernier à Gorcum, pour traiter avec Florent V de Hollande, au sujet des seigneuries du Pays de Heusden et d'Altena, ainsi que pour obtenir la délivrance de quelques gentilshommes clévois.
Jean Waepenaert, seigneur de Ghemen et fils du précédent, aurait été un très vaillant capitaine de Jean de Clèves, contre Édouard de Gueldre, qui faisait la guerre à son frère le duc Renaud III de Gueldre afin d’avoir le trône du Duché de Gueldre. Un de ses descendants, Pierre de Waepenaert, seigneur de Drincquart, se serait par la suite établit en Flandres dans le pays de Waes à Sinaai en accompagnant Adolphe de Clèves-Ravenstein.
L'ascendance prouvée de la famille de Waepenaert installée dans le comté de Flandre, remonte à 1527 lorsque Jean de Waepenaert releva un fief sis à Waasmunster.
Cette ancienne noblesse est confirmée par des Lettres de bourgeoisie pour « Noble homme Pierre de Waepenaert ». En effet, Pierre de Waepenaert et son épouse, Marguerite de la Motte, éprouvèrent beaucoup de malheurs et de pertes pendant les troubles de 1556 et se fixèrent à Liège. Ils furent admis dans la Bourgeoisie afin d’excercer leur Droit de cité en ces termes : « Soit notoire à tous que pardevant nous Bourgmestre et Echevins de la cité Impériale de Liège noble et honorable homme Pierre de Waepenaert natif de Sinaai en Flandre a été bien et dûement fait et reçu Bourgeois de la dite cité de Liège où il s’est retiré avec sa famille sous notre protection pendant les troubles endit Flandre et y ayant fait et prêté à cette cause le serment de fidélité en tel cas accoutumé et requis pour en jouir et sa famille des priviléges et franchises dont jouissent les autres Bourgeois [...]. Données l’an 1573. Étant signée B. Liverlo et cachetté du cachet [...]. Sur le dos était écris : Lettre de bourgeoisie pour noble homme Pierre de Waepenaert.
D'une pure noblesse d'épée, cette Maison reçut en date du 18 septembre 1669 une confirmation de sa position nobiliaire par les Rois d'Armes de Charles II d'Espagne dont voici un extrait: 
"certifions à tous qu'il appartiendra que la famille de Waepenaert est très-ancienne et Noble, portant pour armes un Escu de Gueulle à trois testes d'hommes armés etc., ledit Escu surmonté d'un Timbre, feuillages et Simier etc.", laquelle famille de Waepenaert trouvons estre originaire du pays de Clèves, où elle a paru parmij la Noblesse du temps de Thiérij 9e de ce nom, Comte de Clèves l'an 1309, et y avoir déservij des honorables charges et Offices tant Ecclésiastiques qu'en la milice, dont une branche de ladite famille s'est établie en Flandres par le moyen de Pierre de Waepenaert, lequel y accompagna Adolphe de Clèves-Ravenstein, seigneur de Ravesteyn, Admiral de la mer des Flandres duquel Pierre et d'Anne Isebrant sont légitimement issus par succession de temps touts ceux du surnom de Waepenaert, habituéz dans le Paij de Wals à Sinay et aux environs, lesquels peuvent et doivent porter continuer le port de leurs dits armes avec les marques d'honneur en dépendant à perpétuité sans contradiction pour être comme dict est légitimement descendu de la susdite Noble famille de Waepenaert, etc. etc."
Le titre de chevalier du Saint-Empire a été concédé à Jean de Waepenaert, seigneur d'Erpe par lettres patentes de empereur Charles VI, en date du 18 mars 1720, disant: 
"tue Joannis de Waepeneaert, originis Nobilitatem non modo confirmamus et quatenus opus est de novo concedimus, verum etiam te Militem seul Equestrem Nostrum Imperialem facimus, creamus nominamus, constituimus."
Quatre neveux du susdit Jean de Waepenaert, à savoir Jean de Waepenaert, seigneur de Kerrebrouck, Emmanuel, Ferdinand et Antoine de Waepenaert, écuyers, fils légitimes de feu Messire Charles de Waepenaert, en son vivant demeurant à la Campagne, dans le village d'Oordeghem au pays d'Alost, et de demoiselle Jeanne Vlemincx, obtinrent également le titre de chevalier par la grâce du même prince, avec une couronne au lieu du bourrelet sur le casque de leurs armes et deux tenants: 
"confirmant et accordant de nouveau pour autant que de besoin leur ancienne Noblesse pour eux et leur postérité légitime, voulons et entendons, qu'ils soient tenus et réputés d'oresnavant pour chevaliers en tous actes judiciaires et extrajudiciaires, et qu'ils jouissent des honneurs, prérogatives, droits, libertés et franchises, dont jouissent et sont accoutumés de jouir tous autres chevaliers par toutes nos terres et seigneuries notamment en nos Pays-Bas tout ainsi et en la même forme, comme s'ils eûssent été faits et créés chevaliers de notre propre main..... donné..... Vienne le 23e jour de Novembre 1735".
Le 15 août 1735, l'université de Louvain délivre une attestation concernant la Noblesse de la famille de Waepenaert. Cette attestation déclare : « Nous sous signés Président du collège des trois langues et Docteur en Droit en l’Université de Louvain déclarons à la réquisition d’Emmanuel de Waepenaert, Ecuyer, Licencié en droit, que la noble famille de Waepenaert de Flandres a depuis longues années donné à cette université de Louvain plusieurs sujets qui y ont été promus au Degré de Licenses lesquels ont toujours été traités et titrés de nobles dans les thèses et dépêches de patentes de Degrez, comme se peut aussi voir aux registres de cette Université. En témoignage de quoi j’ai signé cette attestation et y apposé le cachet de nos armes, fait à Louvain le 15 août 1735. L. J. STREITHAGEN. J. U. D. ET PRAES. TR. ».

### Baronnie d’Erpe
La seigneurie et le château d’Erpe, dans les environs d’Alost, entrèrent en possession de la famille de Schoutheete van Zuylen, par l’union du chevalier Baudouin II de Schoutheete van Zuylen avec Dame Catherine d’Erpe, fille et héritière du chevalier Philippe III d'Erpe, seigneur d’Erpe, d’Erondegem et Ottergem. La maison d'Erpe était issue de la maison de Gavre, devenue princière en 1736, sa devise étant "Gavre ! Gavre !"
La seigneurie d’Erpe fut érigée en baronnie le 19 juillet 1640 par le roi Philippe IV d’Espagne, en faveur du chevalier Charles II de Schoutheete van Zuylen qui devint Baron d’Erpe. La baronnie d’Erpe, se maintint dans la famille de Schoutheete jusqu'à l'extinction de la branche qui la possédait, en la personne de Philippe-Guillaume de Schoutheete van Zuylen d'Erpe, baron d'Erpe, seigneur d'Hubermont et Moesscher.
Véritable micro-États, la Baronnie d’Erpe possédait la particularité d’être un franc-alleu (ou alleu souverain), elle ne reconnaissait aucun autre suzerain ou justicier excepté le propriétaire qui régnait sur la baronnie, et ne relevaient, selon l’expression: « que de Dieu et du soleil ».
Mort le 15 mai 1701 sans avoir eu d'enfants avec sa femme Dame Hélène de Crombrugghe, elle fut vendue au profit de la famille de Salmier, baron d’Hosden, par décret du Grand Conseil du 23 décembre 1713 et par acte du 14 avril 1714 à Jean-Marin de Waepenaert, chevalier du Saint-Empire Romain. La famille de Waepenaert sera les derniers seigneurs d'Erpe, jusqu'à la fin du système féodal en 1795 :
- Jean-Marin de Waepenaert, chevalier du Saint-Empire, Seigneur d'Erpe (1662-1724)
∞ Marie-Philippine Guens (1665-1736) ;
  - Charles Philippe Léopold Balthasar de Waepenaert, chevalier du Saint-Empire, Seigneur d'Erpe (1690-1735)
∞ Marie-Jeanne d'Elbo (1688-1773)
    - Jean Philippe Charles de Waepenaert, chevalier du Saint-Empire, Seigneur d'Erpe (1717-1797)
∞ Angéline-Jacqueline van Praet (1720-1797) ;
      - Pierre-Joseph de Waepenaert, 1er Baron d'Erpe, chevalier du Saint-Empire (1757-1827)
∞ Marie-Antoinette van der Gracht (1779-1864) ;

  - Emmanuel-Jean de Waepenaert (1699-1770) Archi-Scabinus Terraemundanae,
x Thérèse Thyerins de Clefs:
    - Ludovicus-Philippus Emmanuel de Waepenaert; (15 maart 1729; Dendermonde): Haut-Echevin du Pays de Waes
x Maria Livina Ghislena vander Saere de Maeneghem
      - Isabelle Maria Gislena de Waepenaert,(26 juli 1773 à Sint-Niklaas)
x 1795 (Gent) Matthaeus Josephus Robertus Gislenus, Vicomte de Moerman et d’Harlebecque

Le 16 décembre 1818, Pierre-Joseph de Waepenaert, chevalier du Saint-Empire romain et issu de la branche aînée, reçu du roi Guillaume 1er le titre de Baron d'Erpe transmissible par ordre de primogéniture masculine et adjoint à son nom "d'Erpe". Le diplôme mentionne que si la descendance mâle venait à faillir, ce qui fut le cas, le titre de Baron d'Erpe reviendrait à l'aîné des descendants de son cousin, Louis-Joseph de Waepenaert (1808-1838). Le 29 août 1827, à la suite de la mort du baron Pierre-Joseph de Waepenaert d'Erpe, il reçut par diplôme du roi Guillaume 1er le titre de Baron d'Erpe, succédant à ce dernier. Il mourut également sans descendance et le titre de Baron d'Erpe s'éteignit, en attendant son éventuelle réclamation par un membre de la famille.

### Antoine-Louis de Waepenaert (1715-1798)
Antoine-Louis , né le 24 août 1715 et décédé le 28 mai 1798, fut chevalier du Saint Empire romain germanique, par lettres patentes de l'empereur Charles VI le 23 novembre 1735, fondateur de la branche dite de Waepenaert de Termiddelerpen. Ses parents, Charles-Philippe de Waepenaert, écuyer, et Catherine Vlemincx, fondèrent la troisième branche de la famille Waepenaert.
Il devint porte-enseigne au régiment du Generalfeldmarschall comte Joseph von Königsegg-Rothenfels pendant 2 ans et demi, puis capitaine au régiment autrichien du comte Cajetan von Kollowrath pendant cinq ans ; le 11 mai 1745 le comte de Kollowrath lui accorda la démission du service militaire qu’il avait sollicitée, en rendant justice à ses fidèles et bons services. Il avait combattu contre les turcs en Hongrie.
En 1763, il acquiert la seigneurie de Termiddelerpen vendue par le vicomte Pierre de Vooght, il fut échevin de la ville d’Alost de 1750 à 1766 ; Stathouder héréditaire de la cour féodale d’Afflighem par diplôme du 9 octobre 1750, donné à Malines par le cardinal-archevêque Thomas-Philippe d’Alsace de Hénin-Liétard ; bourgmestre d’Alost de 1766 à 1768 et député aux états de Flandres ; en 1765 prince de la gilde de Sainte-Barbe ; en 1775, il fit partie des « Edelen en notabelen van den breeden raad ».
Il épousa le 16 août 1750 à l’église Saint-Martin d’Alost, Jeanne Diericx de Ten Hamme (1723-1765), fille du chevalier Charles Diericx de Ten Hamme (1690-1784) et de Justine Caymans. Ils eurent 8 enfants:
- - Justine-Jeanne de Waepenaert de Termiddelerpen, Carmélite à Alost, † le 24 décembre 1809 ;
  - Jeanne-Caroline de Waepenaert de Termiddelerpen, † le 7 mars 1782 à Alost, gît dans l’église de Saint-Martin;
  - Marie-Angélique de Waepenaert de Termiddelerpen (1752-1804) ∞ notaire Charles Joseph Verbrugghen;
    - Alphonse-Josephe Verbrugghen (1795-1866) ∞ Comtesse Colette Moens (1796-1832);

  - Constance-Jossine de Waepenaert de Termiddelerpen, † à Alost le 21 mai 1833;
  - Marie-Thérèse de Waepenaert de Termiddelerpen, † à Bruxelles;
  - Jean-Népomucène de Waepenaert de Termiddelerpen, chevalier du Saint-Empire romain † à l’âge de 3 ans, enterré en l’église de Saint-Martin à Alost ;
  - François-Alexandre de Waepenaert de Termiddelerpen (1758-1810), chevalier du Saint-Empire romain;
    - Agnès-Louise de Waepenaert de Termiddelerpen (1787-1847), Carmélite;
    - Angélique-Jacqueline de Waepenaert de Termiddelerpen (1788-1848) ∞ Baron François-Josse Servais de Brandt (1786-1854);
    - Jean-Henri de Waepenaert de Termiddelerpen (1790-1883), chevalier du Saint-Empire romain ∞ Baronne Rose Marie Colette Maroucx d’Obracle (1796-1871);
    - Marie-Caroline de Waepenaert de Termiddelerpen (1792-1885) ∞ Baron François Joseph de Loën d’Enschedé, Comte romain;
    - Charles-Marie de Waepenaert de Termiddelerpen (1793-1796), chevalier du Saint-Empire romain;
    - Edouard-Joseph de Waepenaert de Termiddelerpen (1796-1861), chevalier du Saint-Empire romain ∞ Charlotte van Pruyssen;
    - Joséphine-Rosalie de Waepenaert de Termiddelerpen (1800-1822);
    - Colette-Françoise de Waepenaert de Termiddelerpen (1797-1879) ∞ Marquis Gaspard-Michel Pagani de la Torre (1796-1855);

  - Charles-Louis de Waepenaert de Termiddelerpen (1760-1834), chevalier du Saint-Empire romain;

## Preuves de noblesse
• 18 septembre 1669 à Madrid par le roi Charles II: confirmation de noblesse pour autant que de besoin par les Rois d’Armes en faveur de Marin II de Waepenaert ;

• 18 mars 1720 à Vienne par l'empereur Charles VI: concession pour autant que de besoin du titre de chevalier du Saint-Empire Romain en faveur de Jean-Marin IV de Waepenaert ;

• 23 novembre 1735 à Vienne par l'empereur Charles VI: confirmation de noblesse avec concession du titre de chevalier du Saint-Empire en faveur Emmanuel-Jean de Waepenaert ;

• 23 novembre 1735 à Vienne par l'empereur Charles VI: confirmation de noblesse avec concession du titre de chevalier du Saint-Empire en faveur de Jean-Philippe de Waepenaert;

• 23 novembre 1735 à Vienne par l'empereur Charles VI: confirmation de noblesse avec concession du titre de chevalier du Saint-Empire en faveur de Antoine-Louis de Waepenaert;

• 23 novembre 1735 à Vienne par l'empereur Charles VI: confirmation de noblesse avec concession du titre de chevalier du Saint-Empire en faveur de Emmanuel-Jean de Waepenaert;

• 23 novembre 1735 à Vienne par l'empereur Charles VI: confirmation de noblesse avec concession du titre de chevalier du Saint-Empire en faveur de Ferdinand-Ambroise de Waepenaert;

• 14 avril 1816 à Bruxelles par le roi Guillaume 1er: reconnaissance du titre de chevalier transmissible par ordre de primogéniture masculine en faveur de Charles-Antoine de Waepenaert;

• 16 décembre 1818 à Bruxelles par le roi Guillaume 1er: concession du titre de baron transmissible par ordre de primogéniture masculine en faveur de Pierre de Waepenaert d'Erpe ;

• 8 janvier 1978 à Bruxelles par le roi Baudouin: reconnaissance du titre de chevalier transmissible par ordre de primogéniture masculine en faveur de Raymond-Pierre de Waepenaert;

## Titres
• Stadhouder héréditaire d’Afflighem;

• Stadhouder héréditaire du pays d’Alost;

• Baron d’Erpe;

• Chevalier héréditaire du Saint-Empire romain germanique;

• Ecuyer de Waepenaert;

• Seigneur de Ghemen;

• Seigneur de Gruethove;

• Seigneur de Drincquart;

• Seigneur de Omeren;

• Seigneur de Sinay;

• Seigneur de Stokte;

• Seigneur d’Erpe;

• Seigneur de Bergh;

• Seigneur de Clefs;

• Seigneur de Blyenberghe;

• Seigneur de Kerrebrouck;

• Seigneur de Bernage;

• Seigneur de Termiddelerpen;

## Armoiries

### Branche des chevaliers du Saint-Empire
| Armes de la famille | Les armes des chevaliers du Saint-Empire se blasonnent ainsi : Blason : de gueules, à trois têtes de carnation, armées chacune d'un casque ouvert d’argent liseré d’or, Couronne : de comte à 9 perles, Cimier : un homme naissant, armé de toutes pièces, le visage de carnation, ceint d'une écharpe d'or, tenant de la main droite un marteau emmanché d'or, et appuyant la main gauche sur la hanche, Heaume : casque d'argent, grillé, liséré et couronnée d'or, Lambrequins : d'argent et de gueules, Tenants : deux hommes armés de toutes pièces, les visages de carnation, tenant chacun d'une main l'écu, et de l'autre un marteau emmanché d'or. |

### Branche des barons d'Erpe
| Armes de la famille | Les armes des barons d'Erpe se blasonnent ainsi : Blason: idem Couronne: de baron hollandaise à 7 perles, Cimier : un homme naissant, armé de toutes pièces, le visage de carnation, ceint d'une écharpe d'or, tenant de la main droite une épée emmanchée d'or, et appuyant la main gauche sur la hanche, Heaume: idem, Lambrequins: idem, Tenants : deux hommes armés de toutes pièces, les visages de carnation, tenant chacun d'une main l'écu, et de l'autre une épée emmanchée d'or. |

## Généalogie
- Jean I de Waepenaert (?-1309) ∞ Agnes von Resdorp
  - Jean II de Waepenaert, chevalier ∞ Beatrice, dame d’Oer
    - Engelbert I de Waepenaert (?-1360) ∞ Jenne von Meeckeren
      - Engelbert II de Waepenaert ∞ Elisabeth von Ossenbroch
        - Otto de Waepenaert, chevalier (?-1455) ∞ comtesse Sibille von Diepenbroch
          - Pierre I de Waepenaert, chevalier [9] ∞ Marie de Keershorf ;
            - Pierre II de Waepenaert ∞ Anne Ysenbrant ;
              - Pierre III de Waepenaert ∞ Marguerite van der Motten ;
                - Jean III de Waepenaert ∞ Amelberge van der Hoye ;
                  - Marin I de Waepenaert ∞ Claire Coolman ;
                    - Marin II de Waepenaert (?-1692), écuyer ∞ Jossine de Witte ;
                      - Jean-Marin IV Waepenaert (1662-1724), chevalier de Saint-Empire ∞ Marie-Philippine Guens; 1re Branche, baron d'Erpe
                        - Charles-Philippe de Waepenaert(1690-1735), chevalier du Saint-Empire ∞ Marie-Jeanne Elbo ;
                          - Jean-Philippe de Waepenaert, chevalier du Saint-Empire ∞ Angéline-Jacqueline van Praet ;
                            - Jeanne de Waepenaert, carmélite ;
                            - Marie-Anne de Waepenaert, décédée en bas âge ;
                            - Thérèse de Waepenaert, carmélite ;
                            - Pierre-Joseph de Waepenaert d'Erpe, Baron d'Erpe ∞ Marie-Antoinette van der Gracht de Fretin ;
                            - Antoinette-Françoise de Waepenaert, sans alliance ;
                            - Charles de Waepenaert d'Erpe, prêtre ;

                          - Pierre-Joseph de Waepenaert, chevalier du Saint-Empire ∞ Isabelle d'Acquillo ;
                            - Isabelle de Waepenaert, religieuse ;
                            - Isabelle de Waepenaert ∞ baron Joseph van Zuylen van Nyvelt ;
                            - Nicolas de Waepenaert, chevalier du Saint-Empire ∞ baronne Marie Triest et de Gits ;
                            - Thérèse de Waepenaert, religieuse;

                        - Emmanuel-Jean de Waepenaert (1699-1770), chevalier du Saint-Empire ∞ Marie-Thérèse Goubau; 2e Branche, seigneur de Kerrebrouck
                          - Jeanne-Marie de Waepenaert ∞ Major N. Gallez ;
                          - Jean de Waepenaert, sans alliance ;
                          - Louis-Philippe de Waepenaert (1729-1769), chevalier du Saint-Empire ∞ Marie-Livine van der Sare de Maneghem ;
                            - Isabelle-Marie de Waepenaert (1773-1822) ∞ vicomte Matthieu-Joseph de Moerman d'Harlebeke ;

                          - Marie-Isidore de Waepenaert ∞ chevalier Louis-Felix van der Varent ;
                          - Emmanuel-Jean de Waepenaert (1737-1803), prêtre ;
                          - Catherine-Victoire de Waepenaert ∞ François-Louis de Coninck ;
                          - Ferdinande de Waepenaert, carmélite ;
                          - Charles-Jean de Waepenaert (1749-1794), chevalier du Saint-Empire ∞ Constance-Jossine de Waepenaert de Kerrebrouck ;
                            - Marie-Thérèse de Waepenaert de Kerrebrouck (1777-1814) ∞ Louis-Robert Moortgat ;
                            - Éléonore-Marie de Waepenaert de Kerrebrouck (1778-1843), sans alliance ;
                            - Isabelle-Jeanne de Waepenaert de Kerrebrouck (1780-?), sans alliance ;
                            - Marie-Angéline de Waepenaert de Kerrebrouck (1782-1840) ∞ André-Marie van de Vyere ;
                            - Joseph-Ferdinand de Waepenaert de Kerrebrouck (1783-1867), chevalier du Saint-Empire ∞ Isabelle van Ginderachter ;
                              - Louis-Joseph de Waepenaert d'Erpe (1808-1838), baron d'Erpe ∞ Ernestine d'Aiguillon ;
                              - Édouard-Charles de Waepenaert de Kerrebrouck (1811-?), chevalier du Saint-Empire, sans alliance ;
                              - Adolphe-Joseph de Waepenaert de Kerrebrouck (1814-?), chevalier du Saint-Empire, sans alliance ;
                              - Sophie-Louise de Waepenaert de Kerrebrouck (1819-1868), sans alliance ;
                              - Reimond-Jean de Waepenaert de Kerrebrouck (1825-1874), chevalier du Saint-Empire ∞ Anne-Colette Wauman ;
                                - Florent de Waepenaert de Kerrebrouck (1857-1935), chevalier du Saint-Empire ∞ Sidonie-Marie Claus ;
                                  - Reimond de Waepenaert de Kerrebrouck (1891-1978), chevalier du Saint-Empire ;
                                  - Juliaan de Waepenaert de Kerrebrouck (1897-1951), chevalier du Saint-Empire ;
                                    - Adrien de Waepenaert de Kerrebrouck (1933-1984), chevalier du Saint-Empire ;

                                - Constance de Waepenaert de Kerrebrouck (1860-1935) ∞ Louis Lindemans ;

                              - Prosper-Charles de Waepenaert de Kerrebrouck (1829-1936), chevalier du Saint-Empire;
                              - Eugène-Joseph de Waepenaert de Kerrebrouck (1833-?), chevalier du Saint-Empire;
                              - Clotilde-Isabelle de Waepenaert de Kerrebrouck (1840-?) ;

                          - Françoise-Antoinette de Waepenaert ∞ baron Louis-Casimir de Rossius d'Humain ;
                          - Marie-Thérèse de Waepenaert ∞ Jean-Michel Annez de Taboada, écuyer ;
                          - Reine-Charlotte de Waepenaert ∞ Jean-Alexandre Cannart d'Hamale de Wittegracht, écuyer ;
                          - Jean-Isidore de Waepenaert, chevalier du Saint-Empire, sans alliance ;

                        - Jean de Waepenaert, prêtre ;
                        - Benoit de Waepenaert, prêtre ;
                        - Jean de Waepeneart, prêtre ;
                        - Constance de Waepenaert ∞ Emmanuel de Waepenaert, chevalier du Saint-Empire ;

                      - Charles-Philippe de Waepenaert, écuyer (1664-1718) ∞ Jeanne-Catherine Vlemincx; 3e Branche, seigneur de Termiddelerpen
                        - Jean-Philippe de Waepenaert de Kerrebrouck (?-1761), chevalier du Saint-Empire ∞ baronne Jeanne de Beeckman ;
                          - Constance-Jossine de Waepenaert de Kerrebrouck (1747-?) ∞ Charles-Jean de Waepenaert, chevalier du Saint-Empire;
                          - Jeanne-Marie de Waepenaert de Kerrebrouck (1827-?) ∞ Antoine-Louis Danneels ;

                        - Emmanuel de Waepenaert (?-1781), chevalier du Saint-Empire ∞ Constance de Waepenaert ;
                          - Jean-Joseph de Waepenaert, chevalier du Saint-Empire ∞ Josiane de Bruyne;
                            - Isabelle de Waepenaert ∞ Emmanuel de Papeleu ;

                        - Ambroise de Waepenaert (?-1753), prêtre ;
                        - Antoine-Louis de Waepenaert de Termiddelerpen (1715-1798), chevalier du Saint-Empire ∞ Jeanne-Marie Diericx de Ten Hamme ;
                          - Justine de Waepenaert de Termiddelerpen, carmélite ;
                          - Jeanne-Caroline de Waepenaert de Termiddelerpen (?-1782) ;
                          - Marie-Angélique de Waepenaert de Termiddelerpen (1753-?) ∞ Charles-Joseph Verbrugghen ;
                          - Constante-Jossine de Waepenaert de Termiddelerpen (?-1833) ;
                          - Marie-Thérèse de Waepenaert de Termiddelerpen ;
                          - François-Alexandre de Waepenaert de Termiddelerpen (?-1810), chevalier du Saint-Empire ∞ Agnès-Jeanne de Langenhove ;
                            - Agnès-Louise de Waepenaert de Termiddelerpen (1787-1847) ;
                            - Angélique-Jacqueline de Waepenaert de Termiddelerpen (1788-1848) ∞ baron François-Josse de Brandt ;
                            - Jean-Henri de Waepenaert de Termiddelerpen (1790-?), chevalier du Saint-Empire ∞ Rose-Marie Maroucx ;
                              - Valérie-Françoise de Waepenaert de Termiddelerpen (1816-?) ;
                              - Zoé-Agnès de Waepenaert de Termiddelerpen (1819-?) ;
                              - Julie-Marie de Waepenaert de Termiddelerpen (1822-1844) ;
                              - Emmanuel-Dieudonné de Waepenaert de Termiddelerpen (1824-?), chevalier du Saint-Empire ;
                              - Octavie-Isabelle de Waepenaert de Termiddelerpen (1826-?)

                            - Marie-Caroline de Waepeneart de Termiddelerpen (1792-?) ∞ baron François de Loën d'Enschedé ;
                            - Charles-Marie de Waepenaert de Termiddelerpen (1793-1796), chevalier du Saint-Empire ;
                            - Édouard-Joseph de Waepenaert de Termiddelerpen (1796-?), chevalier du Saint-Empire ∞ Charlotte-Marie van Pruyssen ;
                              - Valère-Constant de Waepenaert de Termiddelerpen (1824-?) ;
                              - Ferdinand-Claire de Waepenaert de Termiddelerpen (1826-?), chevalier du Saint-Empire ;

                            - Colette-Françoise de Waepenaert de Termiddelerpen (1797-?) ∞ Marquis Michel-Charles Pagani de la Torres
                            - Joséphine-Rosalie de Waepenaert de Termiddelerpen (1800-1822) ;

                          - Charles-Antoine de Waepenaert de Termiddelerpen (1760-1834), chevalier du Saint-Empire ∞ Marie-Christine de Langenhove ;
                            - Antoine-Louis de Waepenaert de Termiddelerpen (1784-1852), chevalier du Saint-Empire ∞ Catherine-Adélaïde van den Hende ;
                              - Vital-Charles de Waepenaert de Termiddelerpen (1811-1831), chevalier du Saint-Empire ;
                              - Jean-Henri de Waepenaert de Termiddelerpen (1817-?), chevalier du Saint-Empire
                                - Charles de Waepenaert de Termiddelerpen (1864-1922), chevalier du Saint-Empire ;

                              - Jérôme de Waepenaert de Termiddelerpen (1818-?), prêtre ;
                              - Mathilde-Pétronille de Waepenaert de Termiddelerpen(1820-?) ;
                              - Hélène-Pauline de Waepenaert de Termiddelerpen (1821-?) ;
                              - Octavie-Euphrasie de Waepenaert de Termiddelerpen (1822-1841) ;

                            - Marie-Antoinette de Waepenaert de Termiddelerpen (1786-1816) ∞ Eugène-Marie Wouters de Terweerden, écuyer ;
                            - Jean-Roger de Waepenaert de Termiddelerpen (1788-1869), chevalier du Saint-Empire ∞ Jeanne-Christine de Ruddere ;
                              - Clémence-Caroline de Waepenaert de Termiddelerpen (1817-?) ;
                              - Michel-Théophile de Waepenaert de Termiddelerpen (1819-1834), chevalier du Saint-Empire ;
                              - Théophile-Louis de Waepenaert de Termiddelerpen (1823-?), chevalier du Saint-Empire ;
                              - Eulodie-Jacqueline de Waepenaert de Termiddelerpen (1832-?) ;

                            - Agnès-Marie de Waepenaert de Termiddelerpen (1793-1860) ∞ François-Joseph le Tellier ;
                            - Jacques-Ange de Waepenaert de Termiddelerpen (1794-1827), chevalier du Saint-Empire ;
                            - Gustave-Joseph de Waepenaert de Termiddelerpen (1804-1845), chevalier du Saint-Empire ;
                            - Euphrasie-Philippine de Waepenaert de Termiddelerpen (1805-?) ∞ Nicolas de Lahaye ;
                            - Octavie-Agnès de Waepenaert de Termiddelerpen (1809-1874) ;

                  - Pierre de Waepenaert ∞ Justine Voet

### Alliances

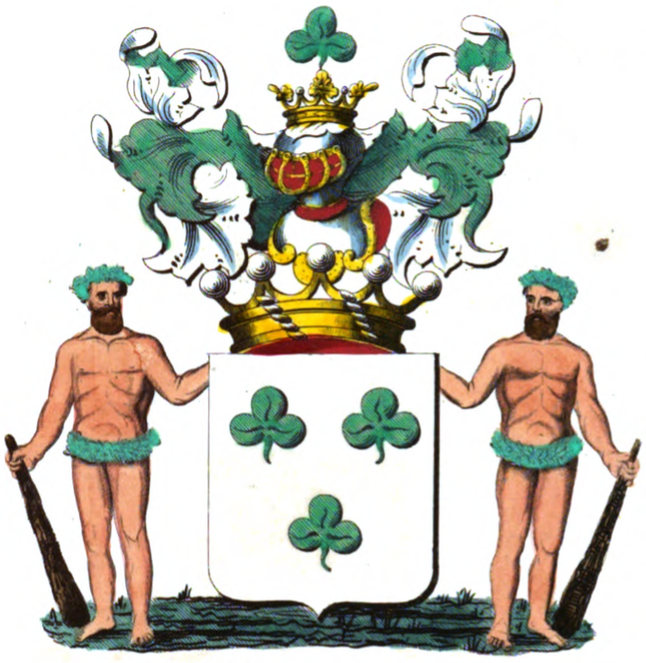
Famille van Praet
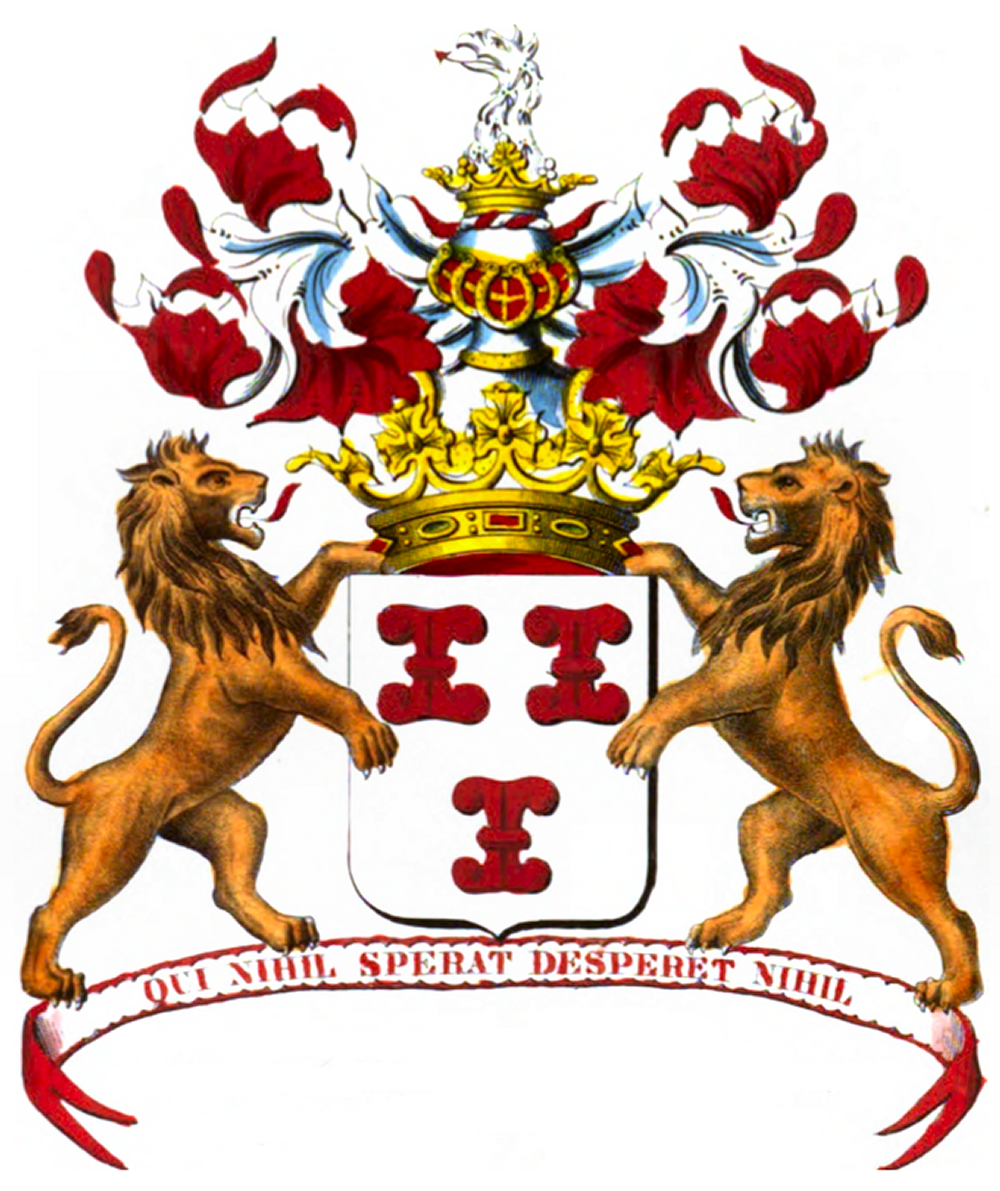
Famille van Zuylen van Nievelt
Famille Ysenbrant
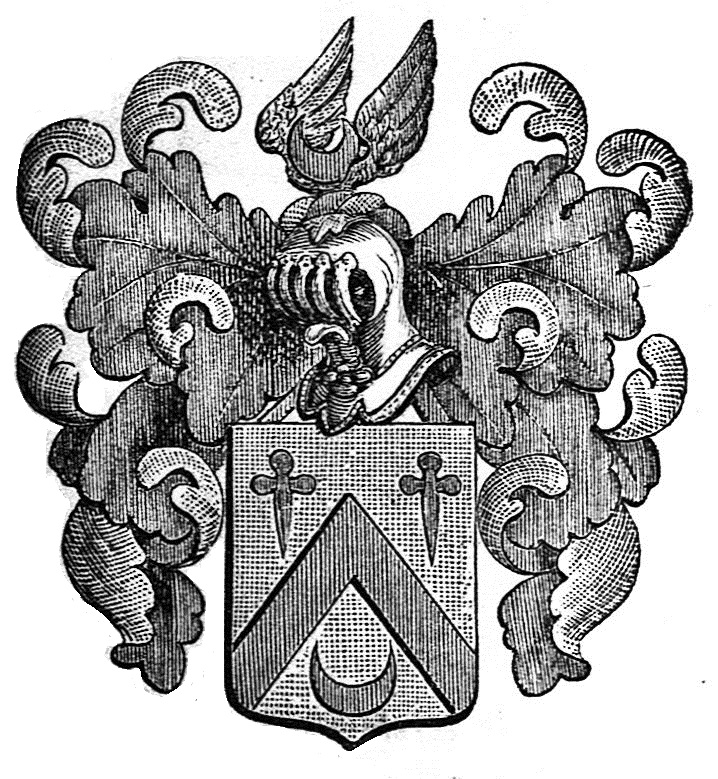
Famille Goubau (en)
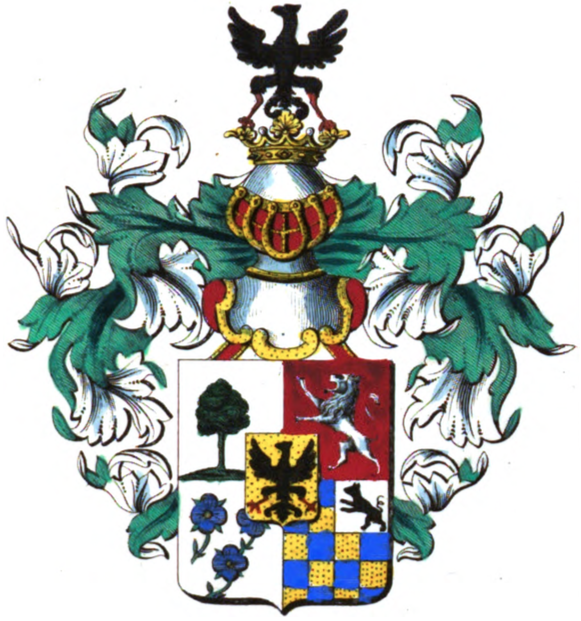
Famille de Rossius d'Humain
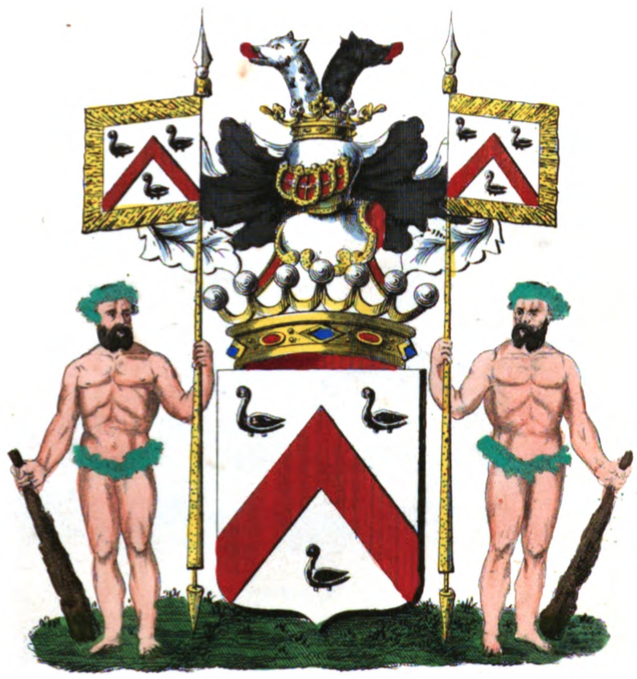
Famille van der Gracht de Fretin
Famille von Diepenbrock